# Вињоле-Олми (Пистоја)
Вињоле-Олми је насеље у Италији у округу Пистоја, региону Тоскана.
Према процени из 2011. у насељу је живело 1440 становника. Насеље се налази на надморској висини од 39 м.